# Persone-Animali-Natura
Persone-Animali-Natura (in portoghese: Pessoas-Animais-Natureza - PAN) è un partito politico portoghese. Fondato il 22 maggio 2009 sotto il nome di Partito per gli Animali (Partido pelos Animais - PPA) e registrato il 13 gennaio 2011 come Partito per gli Animali e la Natura (Partido pelos Animais e pela Natureza), ha assunto l'odierna denominazione nell'aprile 2014.
Il partito è particolarmente impegnato per i diritti degli animali e la conservazione della natura: concepisce gli animali come "persone", intende riconoscere agli stessi una propria personalità giuridica, richiede punizioni più severe per fatti di crudeltà sugli animali, propone l'abolizione di giardini zoologici, corride, corse di cavalli e caroselli con animali.

## Storia
Inizialmente presieduto dal filosofo e scrittore Paulo Borges, il partito ha fatto il suo debutto in occasione delle elezioni legislative del 2011, nelle quali ha ottenuto l'1,04% dei voti. Alle elezioni regionali a Madera, tenutesi nello stesso anno, ha raggiunto il 2,13% dei voti e ha conseguito un seggio nel parlamento regionale.
Nelle elezioni legislative del 2015, il partito ha ottenuto l'1,39% dei voti, risultando la quinta forza politica del Paese, ottenendo un seggio nella circoscrizione di Lisbona.
Il partito si è presentato anche alle elezioni europee del 2019 riuscendo a raccogliere 168 501 voti, pari al 5,46%.

## Risultati elettorali

### Elezioni legislative
| Elezione | Voti    | %         | Differenza % | Seggi   | Differenza Seggi | Posizione          |
| -------- | ------- | --------- | ------------ | ------- | ---------------- | ------------------ |
| 2011     | 57 849  | 1,0 (7.º) | Nuovo        | 0 / 230 | Nuovo            | Extra-parlamentare |
| 2015     | 75 140  | 1,4 (6.º) | 0,4          | 1 / 230 | 1                | Opposizione        |
| 2019     | 173 931 | 3,5 (6.º) | 2,1          | 4 / 230 | 3                | Opposizione        |
| 2022     | 88 127  | 1,6 (7.º) | 1,7          | 1 / 230 | 3                | Opposizione        |
| 2024     | 118 579 | 2,0 (8.º) | 0,4          | 1 / 230 | Stabile          | Opposizione        |

### Elezioni europee
| Elezione     | Voti    | Seggi  |
| ------------ | ------- | ------ |
| Europee 2014 | 56 363  | 0 / 21 |
| Europee 2019 | 168 501 | 1 / 21 |